# Jelena Dimitrijević
Jelena Dimitrijević właśc. Jelena Milković cyr. Јелена Миљковић (ur. 27 marca 1862 w Kruševacu, zm. 10 kwietnia 1945 w Belgradzie) – serbska pisarka, podróżniczka, działaczka feministyczna.

## Życiorys
Urodziła się w Kruševacu w rodzinie kupca Nikoli Milkovicia i jego żony Stamenki z d. Milojković. Po śmierci ojca w 1872, przeniosła się wraz z matką do Aleksinaca, gdzie zamieszkała u rodziny swojej matki, a większość czasu spędzała w rodzinnej bibliotece.
Była samoukiem. Samodzielnie nauczyła się sześciu języków, w tym francuskiego, rosyjskiego i tureckiego. Pierwszy utwór poetycki Devojko (Девојко) opublikowała w 1878 roku. W 1894 wydała debiutancki tomik Jelenine pesme – pierwszy w historii Serbii napisany przez kobietę. W jej dorobku znajduje się cykl powieści, a także tomiki poezji lirycznej. Inspiracją dla jej kolejnych publikacji stały się podróże po Grecji, Indiach, Egipcie, a także po Ameryce. Szczególnie zainteresował ją temat kobiet żyjących w świecie muzułmańskim. Poświęciła im wydaną w 1897 książkę Pisma iz Niša o haremima. Za wydaną w 1912 powieść Nove poświęconej problemom edukacji kobiet muzułmańskich otrzymała nagrodę literacką przyznawaną przez Maticę Srpską. W czasie wojen bałkańskich służyła na froncie jako pielęgniarka.
Zmarła w Belgradzie, w wieku 83 lat.

## Życie prywatne
15 lutego 1881 Jelena poślubiła podporucznika artylerii armii serbskiej Jovana Dimitrijevicia, z którym zamieszkała w Niszu, a od 1898 w Belgradzie. Mąż wspierał ją aktywnie w jej twórczości literackiej i działalności społecznej, towarzyszył także Jelenie w jej podróżach. Po śmierci męża, (który w 1915 zginął na froncie), Jelena nosiła żałobę do końca swojego życia.

## Pamięć
W 2017 z okazji 155 rocznicy urodzin pisarki w Belgradzie zorganizowano konkurs literacki jej imienia. W tym samym roku telewizja serbska wyemitowała film dokumentalny Pravo sunca poświęcony Jelenie Dimitrijević. Popiersie pisarki znajduje się w pobliżu twierdzy w Niszu.

## Dzieła
- 1894: Jelenine pesme (Pesme Jelene Jov. Dimitrijevića).
- 1897: Pisma iz Niša o haremima.
- 1901: Đul-Marikina prikažnja, (opowiadania).
- 1907: Fati-Sultan, Safi-Hanum,Mejrem-Hanum, (opowiadania).
- 1912: Nove.
- 1918: Amerikanka.
- 1918: Pisma iz Soluna.
- 1928: Pisma iz Indije.
- 1929: Pisma iz Misira.
- 1934: Novi svet ili u Americi godinu dana.
- 1936: Une vision.
- 1940: Sedam mora i tri okeana. Putem oko sveta.